# Kostel svatého Leopolda (Rokytná)
Kostel svatého Leopolda je filiální kostel v římskokatolické farnosti Moravský Krumlov, nachází se v centru vesnice Rokytná, části města Moravský Krumlov. Je původně pozdně románskou až raně gotickou stavbou  a dominantou vesnice Rokytná. Kostel je v rámci areálu kostel Svatého Leopolda spolu s ohradní zdí chráněn jako kulturní památka České republiky.

## Historie
Kostel v obci byl poprvé zmiňován v roce 1247, původně byl zasvěcen svatému Hypolitovi a založen byl Křížovníky s červenou hvězdou. Patronát nad kostelem v roce 1535 získalo krumlovské panství. Kostel při požáru celé vesnice v roce 1734 shořel, obnoven byl až v roce 1775 a byl nově zasvěcen svatému Leopoldovi. O několik let později byla k lodi kostela přistavěna věž s jedním zvonem, druhý zvon byl do věže umístěn až v roce 1846. V roce 1900 byl do kostela věnován kaplanem Josefem Zvejškou oltářní obraz svatého Leopolda, v roce 1911 pak byly zakoupeny obrazy křížové cesty.
Během první světové války byly zrekvírovány zvony, stejně tak i během druhé světové války. Roku 1942 pak bylo do kostela zakoupeno harmonium a v roce 1943 do kostela byl kostel elektrifikován. V roce 1972 byla věž stažena dvěma ocelovými pásy a byla tak staticky zajištěna, v roce 1974 byl pak rekonstruován interiér kostela. V roce 1973 pak byl kostel upraven, byl zbořen přístavek věže a v roce 1974 byla postavena dřevěná kruchta. V roce 1994 pak byla nově pokryta střecha kostela, roku 1995 pak byla opravena i střecha věže a kostel byl nově nalíčen.